# 佩拉吉娅·别洛乌索娃
佩拉吉娅·杰尼索芙娜·别洛乌索娃（俄語：Пелагея Денисовна Белоусова；1904年—1967年3月12日）是俄罗斯的一个共产主义者，为约瑟普·布罗兹·铁托的第一任妻子。1920年代末起，她成为苏联反对派成员，后因此被监禁。

## 生平
佩拉吉娅·别洛乌索娃于1904年出生在鄂木斯克附近的米哈伊洛夫卡村，出身于农民家庭，未受过高等教育。
1917年末，别洛乌索娃结识因被俄军俘虏而滞留俄国的奥匈帝国士兵约瑟普·布罗兹，后者当时在一家水磨坊当机械师。她在1918年嫁给铁托，当时她只有14岁。两人先举行宗教婚礼，之后又登记民事婚姻。他们的第一个孩子夭折，后来佩拉吉娅又生下3个孩子，女儿兹拉蒂察和儿子欣科在童年早逝，儿子扎尔科·布罗兹于1924年2月2日出生。
俄国内战基本结束后，他们于1920年抵达南斯拉夫王国，居住在克罗地亚。她主要照顾家庭与子女，一度在家具厂工作，也参与工会和南斯拉夫共产党的活动。1926年，加入南斯拉夫共产党；1927年起，在南共中央妇女部门任职。她积极支援被捕革命者，组织越狱，参与秘密印刷工作，传播党内出版物，并多次参与示威，数度被捕。
1928年铁托被捕后，佩拉吉娅带着儿子扎尔科返回苏联，在共产国际工作。约在1929年，她加入一个秘密的托洛茨基主义反对派小组，该组织由安特·齐利加领导。该小组秘密传播托洛茨基的著作，并与工厂工人有紧密联系。
1936年4月，佩拉吉娅与铁托正式离婚，铁托随后与安娜·克尼希结婚，佩拉吉娅则改嫁共产国际摄影师彼得·伊兹马伊洛维奇·拉古列夫。
1938年，正值大清洗时期，佩拉吉娅因与南共左翼有关被突然逮捕，并被指控“破坏苏联社会主义建设”。她的被捕一度使铁托也因涉嫌托洛茨基主义而险些丧命。
1938年8月24日，铁托抵达莫斯科后得知其前妻佩拉吉娅·别洛乌索娃和现任妻子安娜·克尼希被指为帝国主义间谍而被捕，其中克尼希已被处决。1938年9月27日，铁托致信共产国际官员季米特洛夫和马努伊尔斯基，称自己“因缺乏警觉未能发现妻子的背叛行为而深感内疚”。他向共产国际递交书面声明，揭发两位前妻，指责佩拉吉娅为不道德之人并憎恨其子扎尔科，而称安娜政治上天真、思想不成熟，是他党内工作的一大污点。
第二次世界大战爆发后初期，佩拉吉娅从集中营获释，并在1944年与拉古列夫生下女儿尼娜，后者后来成为一名工程师。
1948年，铁托与斯大林决裂后，佩拉吉娅再度被捕，在一场政治审判中被判处10年监禁。斯大林死后的1957年，她被释放，但被禁止居住在莫斯科。1967年以前，她在莫斯科州伊斯特拉市生活和工作。
在生命的最后时光，佩拉吉娅得到儿子扎尔科的探访，扎尔科也第一次见到同母异父妹妹尼娜。佩拉吉娅于1967年3月12日去世，骨灰安放在莫斯科新圣女公墓。